# Płonna (Basses-Carpates)
Pour les articles homonymes, voir Płonna.
Płonna est une localité polonaise de la gmina de Bukowsko, située dans le powiat de Sanok en voïvodie des Basses-Carpates.